# کرامسک
کرامسک (به لهستانی:  Kramsk) یک روستا در لهستان است که در گمینا کرامسک واقع شده‌است.
 کرامسک  ۱٬۲۰۰ نفر جمعیت دارد.